# Ayabie
ayabie (彩冷える（アヤビエ）?) a fost o formație rock visual kei japoneză formată în anul 2004.

## Membrii
- Takehito
- Yumehito
- Intetsu
- Kenzo

## Alți membrii
- Aoi

## Foști membrii
- Ryohei